# José de Respaldiza
José de Respaldiza y Nieto (Sanlúcar de Barrameda, siglo XIX-Santiago de Chile, 17 de junio de 1899) fue un industrial español emigrado en Chile.

## Biografía
Nació en Sanlúcar de Barrameda (Cádiz), hijo del general carlista Andrés Vicente de Respaldiza. La familia Respaldiza había defendido el carlismo desde la primera guerra carlista y se exilió en Chile. Allí contrajo matrimonio José de Respaldiza en 1858 con Isabel Valdivieso y Calvo Argomedo.
Dedicado principalmente al comercio y la industria minera, en 1873 emprendió la más activa de sus empresas en las minas de Las Condes, trabajando en la formación del camino que serviría a dicho mineral. Introdujo maquinarias en las minas y trabajó por el perfeccionamiento industrial de esa zona.
Procedente del arma de caballería, Respaldiza participó en la tercera guerra carlista de España como coronel y ayudante de órdenes de Don Carlos. Obtuvo la Cruz de San Fernando y las medallas de Montejurra, de Vizcaya y de Carlos VII. Después de la guerra regresó a Chile. 

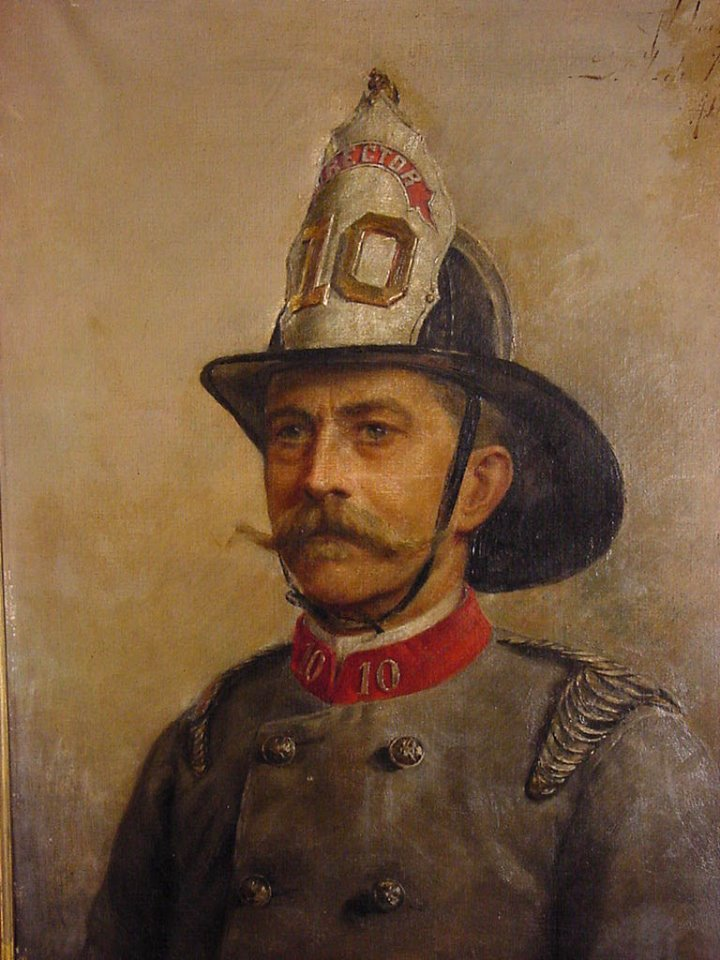
José de Respaldiza, primer director de la "Bomba España"

Fue miembro fundador de la Sociedad Nacional de Minería, por la que trabajó intensamente durante 18 años, siendo su presidente entre 1891 a 1895 y 1898 hasta su muerte. Presidió además la Comisión de Propaganda Carlista de Santiago de Chile y otras muchas sociedades españolas de carácter benéfico, industrial o patriótico como la Beneficencia, el Círculo y la Junta Patriótica Española de Chile y Bolivia. Actuó asimismo como director de la Décima Compañía de Bomberos "Bomba España" y fue presidente de la Imprenta Española.
En el ámbito periodístico fue colaborador del diario El Correo Español de Madrid y de La Unión Española, de Santiago de Chile. Don Carlos le concedió el título de barón de Respaldiza.